# Ours (groupe)
 (février 2021).
La mise en forme du texte ne suit pas les recommandations de Wikipédia : il faut le « wikifier ».
Les points d'amélioration suivants sont les cas les plus fréquents :
- Les titres sont pré-formatés par le logiciel. Ils ne sont ni en capitales, ni en gras.
- Le texte ne doit pas être écrit en capitales (les noms de famille non plus), ni en gras, ni en italique, ni en « petit »…
- Le gras n'est utilisé que pour surligner le titre de l'article dans l'introduction, une seule fois.
- L'italique est rarement utilisé : mots en langue étrangère, titres d'œuvres, noms de bateaux, etc.
- Les citations ne sont pas en italique mais en corps de texte normal. Elles sont entourées par des guillemets français : « et ».
- Les listes à puces sont à éviter, des paragraphes rédigés étant largement préférés. Les tableaux sont à réserver à la présentation de données structurées (résultats, etc.).
- Les appels de note de bas de page (petits chiffres en exposant, introduits par l'outil «  Source ») sont à placer entre la fin de phrase et le point final[comme ça].
- Les liens internes (vers d'autres articles de Wikipédia) sont à choisir avec parcimonie. Créez des liens vers des articles approfondissant le sujet. Les termes génériques sans rapport avec le sujet sont à éviter, ainsi que les répétitions de liens vers un même terme.
- Les liens externes sont à placer uniquement dans une section « Liens externes », à la fin de l'article. Ces liens sont à choisir avec parcimonie suivant les règles définies. Si un lien sert de source à l'article, son insertion dans le texte est à faire par les notes de bas de page.
- La présentation des références doit suivre les conventions bibliographiques. Il est recommandé d'utiliser les modèles {{Ouvrage}}, {{Chapitre}}, {{Article}}, {{Lien web}} et/ou {{Bibliographie}}. Le mode d'édition visuel peut mettre en forme automatiquement les références.
- Insérer une infobox (cadre d'informations à droite) n'est pas obligatoire pour parachever la mise en page.

Pour une aide détaillée, merci de consulter Aide:Wikification.
Si vous pensez que ces points ont été résolus, vous pouvez retirer ce bandeau et améliorer la mise en forme d'un autre article.
Pour les articles homonymes, voir Ours (homonymie).
Ours [ˈaʊəz] est un groupe de rock américain basé au New Jersey et conduit par Jimmy Gnecco, auteur-compositeur et multi-instrumentiste.

## Biographie

### Harmony Bandits et Sour

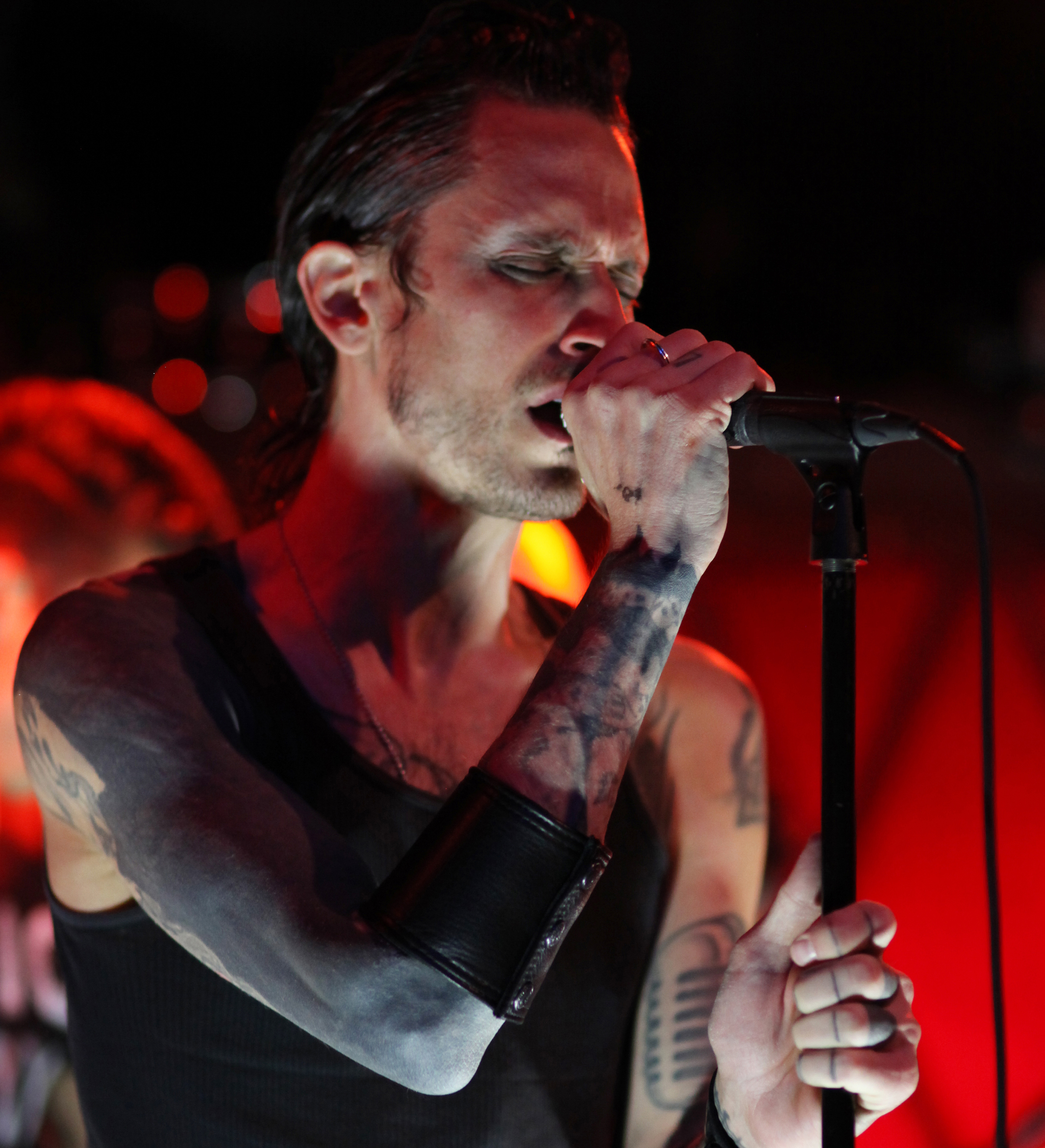
Gnecco en Novembre 2014.

Depuis leur création en 1990, la formation a changé à de nombreuses reprises, en partie de l'avis de Jimmy Gnecco qui sentait qu'il était important pour la créativité de chacun d'avoir la liberté de connaître diverses expériences. Encore étudiant, Gnecco a fait partie du groupe Lost Child et plus tard de The Harmony Bandits, qui posera les bases de ce qui deviendra Ours. En 1994, Ours sortira son premier opus intitulé Sour sur leur propre label Beatnik Records, sous la houlette de Mike Marri. Ensuite le groupe se dissoudra pour ne revoir le jour que des années plus tard.

### Distorted LullabiesetPrecious
En 1997, Gnecco relance de nouveau Ours, avec cette fois toute l'attention de l'industrie musicale. Ours est signé sur le label DreamWorks Records et au bout de quatre ans de travail, sort son premier album Distorted Lullabies sur une major en 2001. Produit par le fameux Steve Lillywhite (reconnu pour son travail avec U2, Siouxsie And The Banshees, The Psychedelic Furs...), l'album reçoit un accueil mitigé de la part des critiques mais conduit le groupe à accompagner en tournée des pointures comme The Cult, Pete Yorn, Ocean Colour Scene... Leur titre Sometimes parvient à la 31e place du classement Modern Rock du Billboard US la même année, permettant au clip vidéo d'être diffusé sur MTV.
Ours se produira à la maison de l'Opéra de Toronto en Octobre 2001. L'album Precious suit peu de temps après en 2002. Avec un son plus dépouillé, Precious reçoit un bien meilleur accueil de la part de la presse et permet au groupe de faire la première partie de The Wallflowers.

### Dancing for the Death of an Imaginary Enemy
En 2004, Ours quitte le New Jersey pour Los Angeles afin de travailler avec Rick Rubin. En résulte l'album, Dancing for the Death of an Imaginary Enemy  qui sortira le 15 avril 2008.

### The Heart
En 2010, Gnecco auto-produit son premier album solo acoustique, The Heart, suivi en 2011 par la sortie de The Heart: X Edition,, dans lequel Gnecco revisite ses dernières compositions avec luxuriance en s'entourant d'un groupe au grand complet.

### Ballet The Boxer 1
En 2012, Ours lance une campagne PledgeMusic afin de lever les fonds nécessaires à l'enregistrement de leur nouvel album, Ballet The Boxer 1. La campagne participative est une réussite avec 136 % de leur objectif, et permet par conséquent de terminer l'enregistrement en 2013. Après quelques revers, l'album est enfin disponible en exclusivité le 4 mai pour les participants à la campagne, suivi par une sortie publique le 11 Juin.
Ours et Gnecco ont reçu depuis les acclamations des fans et des critiques de par le monde pour leurs prestations en concert, le chant intense et le travail de composition de Jimmy Gnecco, les deux étant à présent l'objet d'un culte de fan qui ne cesse de grandir.

## Membres du groupe
Membres actuels
- Jimmy Gnecco – chant lead, guitare
- Static – guitare
- April Bauer – piano
- Chris Goodlof - Basse
- Race – guitare/claviers
- Chris Iasiello - batterie

Anciens membres
- Locke – claviers
- Dave Milone - guitare
- James Bray - Basse, guitare, claviers
- Pit Gnecco – batterie (uniquement en tournée)

## Tournées
Ours a tourné avec Marilyn Manson, Blue October, Circa Survive, Plain Jane Automobile, Fear Before the March of Flames, The Dear Hunter, et Dear and the Headlights. Ils ont également accompagné a-ha en Europe.

## Discographie

### Albums studio
- Distorted Lullabies (2001)
- Precious (2002)
- Mercy (Dancing for the Death of an Imaginary Enemy) (2008)
- Ballet the Boxer 1 (2013)
- New Age Heroine II (2018)
- Spectacular Sight (forthcoming, 2021)[14]

### Extended plays
- Drowning Acoustic Aka "The EP" (2001)
- Media Age EP (2020)[14]

### Album de démos
- Sour (1994) (Demos, enregistrés sous le nom de Harmony Bandits)

### Singles
- Sometimes (2001) #31 US Modern Rock
- Drowning (2001) contient notamment en face B une reprise du Bohemian Rhapsody de Queen
- Leaves (2002)
- The Worst Things Beautiful (2008)
- Devil (2013)
- Pretty Pain (2019)
- Slipping Away (2019)
- Wounds of Love (2019)
- Don't Wanna Be A Star (2020)

## Interviews
- Jimmy Gnecco's Interview w/ The Scenestar - July 2007